# Строительные роботы

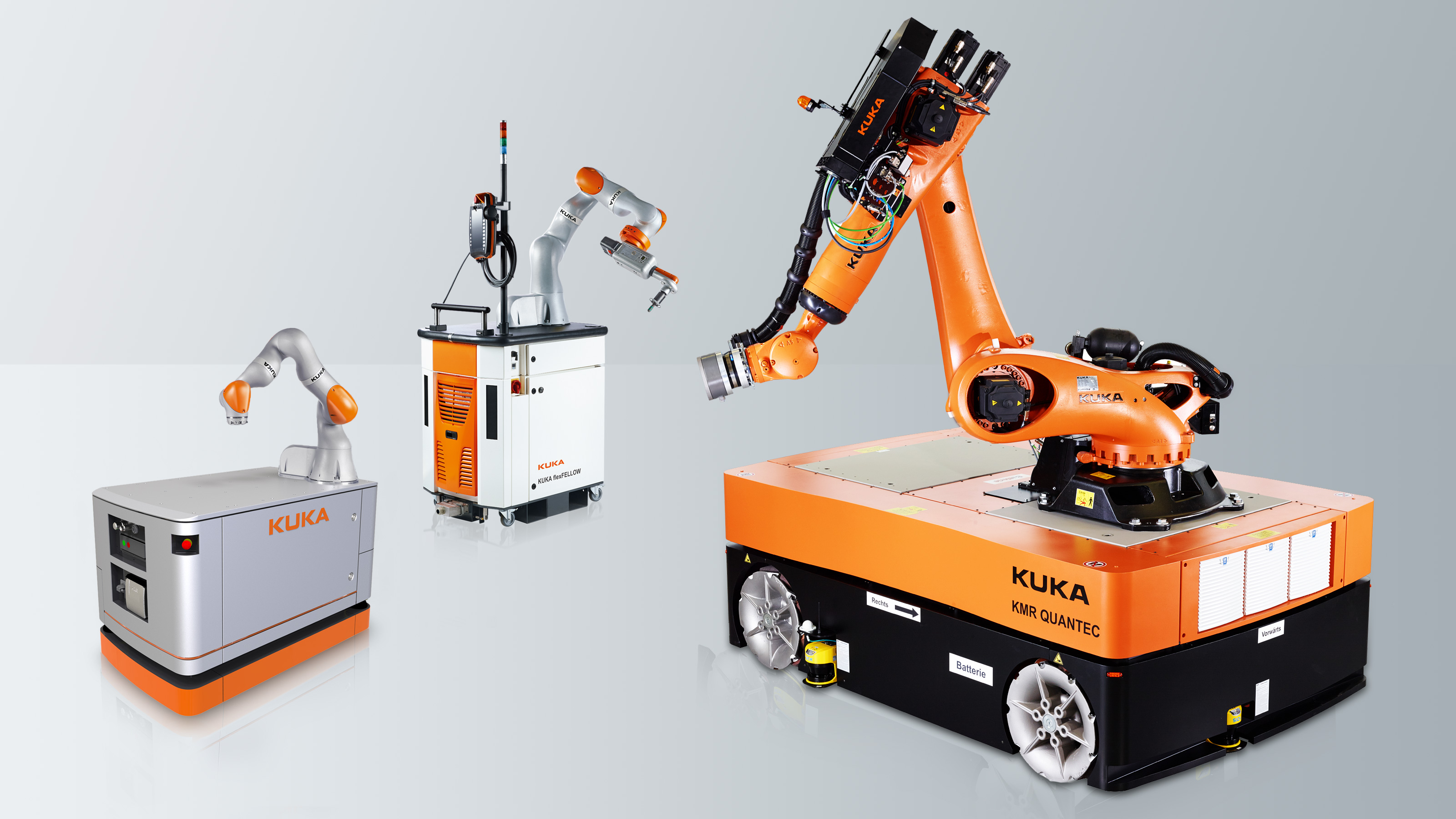
Строительные роботы

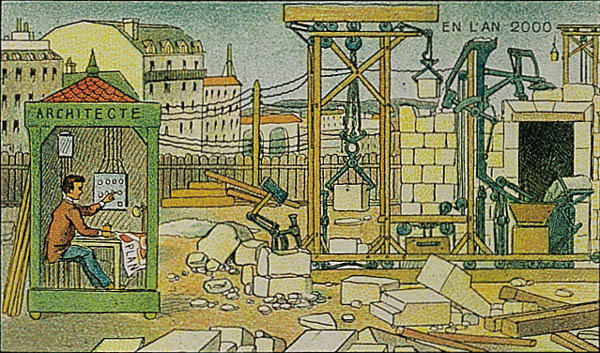
Франция в 2000 году, рисунок 1900 года

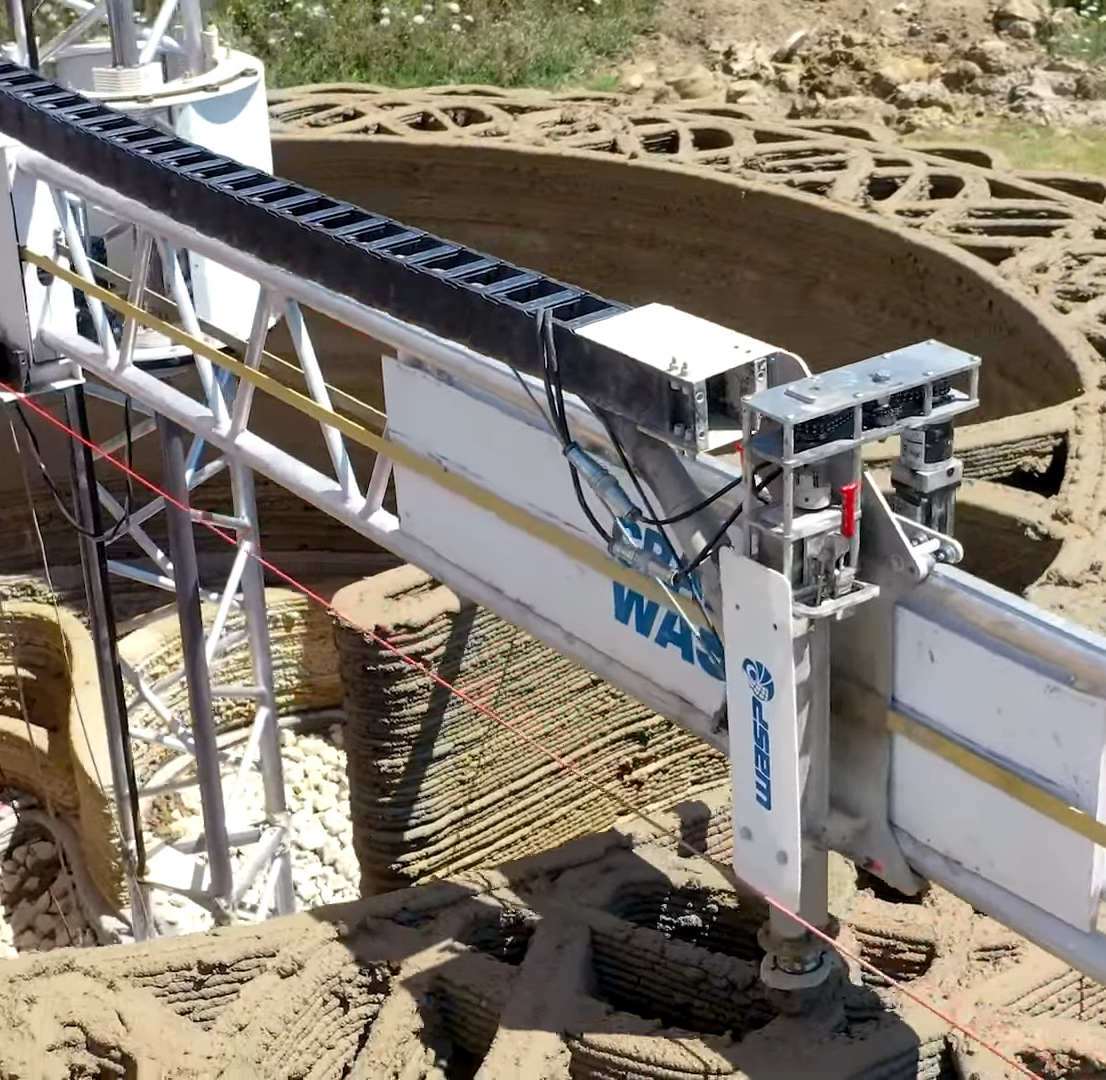
3D-принтер для строительства

Строительные роботы — роботы для возведения домов, зданий, сооружений или их составных частей. Например, при помощи технологий 3D-печати бетоном или специальным композитным материалом.

## Основные категории роботов, используемых в строительстве
- Промышленные роботы — для выполнения широкого спектра операций, обычно это роботы шарнирно-сочленённого типа. Внешне и своими движениями они очень похожи на человеческую руку, используются в самых разных работах от простой автоматизированной сборки до сложных сварных работ.
- Декартовые роботы — для быстрой 3D-печати, например, специальным составом из бетона или композитных материалов. Рабочие органы таких роботов двигаются в трёхмерной системе декартовых координат.
- Коллаборативные роботы — для совместной работы с человеком, выполняют задачи, которые были бы слишком сложны для человека. Могут также повторять движения человека для выполнения работ в труднодоступных или опасных местах стройки.
- Роботы-дроны — однотипные роботехнические механизмы, способные как совместно (с использованием взаимных коммуникаций), так и поодиночке поставлять наиболее актуальные сведения о ходе работ на строительной площадке без привлечения человека, либо выполнять какие-либо действия над строительным объектом.
- Самоходные строительные машины — модернизации стандартного тяжёлого оборудования путем его объединения с системами управления на основе ИИ, например, бульдозеры, экскаваторы, компактные гусеничные погрузчики, а также системы, оборудованные специализированными комплексами для 3D-печати либо сварки металлоконструкций.
- Роботы-гуманоиды — антропоморфные (похожие на человека) роботы для выполнения большого спектра различных работ, например, отделочных, покрасочных и т. п. Примером является робот-строитель из Японии HRP-5P[1]. Следует учесть, что для большинства строительных целей робот вовсе не обязательно должен быть универсальным или антропоморфным, а вполне достаточно иметь форму, приспособленную под свои специфические задачи.
- Мини-строители — команда взаимосвязанных и взаимозависимых роботов небольшого размера относительно возводимой конструкции. Каждый из них выполняет свою роль по очереди, в зависимости от стадии возведения и используя инструкции, предоставленные центральным компьютером, в сочетании с показаниями собственных датчиков и систем локального позиционирования. Ещё один робот-«поставщик» по необходимости обеспечивает каждого робота из команды жидким строительным материалом. Такие роботы в основном крепятся к конструкции и, перемещаясь по ней, выполняют свою работу. Например, последний в очереди робот устраняет шероховатости предыдущих стадий 3D-печати.

## Примеры роботизированного строительства и 3D-печати домов
В 2016 году китайская компания WinSun возвела два дома площадью 80 и 130 квадратных метров с внутренними дворами. На печать блоков и сборку ушло всего два дня. Брошюры WinSun украшает слоган: «Мы печатаем будущее архитектуры».
В феврале 2017 года на площадке подмосковного Ступинского завода ячеистого бетона иркутская компания «Апис Кор Инжиниринг» (Apis Cor) на специально спроектированном строительном 3D-принтере за 24 часа машинного времени напечатала небольшой жилой дом. Позже, в 2019 году в Дубае был напечатан двухэтажный дом.
В 2018 году при помощи 3D-печати и робототехнических систем компания Mighty Buildings произвела жилые модули разной площади — от студии до четырёхкомнатного дома. Применяемая технология позволяет производить и устанавливать дома в два раза быстрее, чем при обычном строительстве, использовать на 95 % меньше рабочей силы, а также сократить количество отходов в 10 раз. Печать домов производится при помощи специально разработанного негорючего композитного состава.